# 薩卡尼亞
薩卡尼亞是剛果民主共和國的城鎮，由加丹加省負責管轄，位於該國南端，毗鄰與贊比亞接壤的邊界，海拔高度1,278米，2010年人口估計約9,650。
12°45′S 28°34′E / 12.750°S 28.567°E